# ليزا فولكنير
ليزا فولكنير (بالإنجليزية: Lisa Faulkner)‏ هي مقدمة تلفزيونية وممثلة بريطانية، ولدت في 2 يناير 1973 في المملكة المتحدة.

## وصلات خارجية
- ليزا فولكنير على موقع IMDb (الإنجليزية)
- ليزا فولكنير على موقع ألو سيني (الفرنسية)
- ليزا فولكنير على موقع أول موفي (الإنجليزية)
- ليزا فولكنير على موقع قاعدة بيانات الأفلام السويدية (السويدية)
- ليزا فولكنير على موقع قاعدة بيانات الفيلم (الإنجليزية)
- ليزا فولكنير على موقع كينوبويسك (الروسية)